# Lilienthal
Lilienthal (plattdeutsch Leendaal oder Lelendaal) ist eine Gemeinde im Landkreis Osterholz in Niedersachsen.

## Geografie

### Geografische Lage

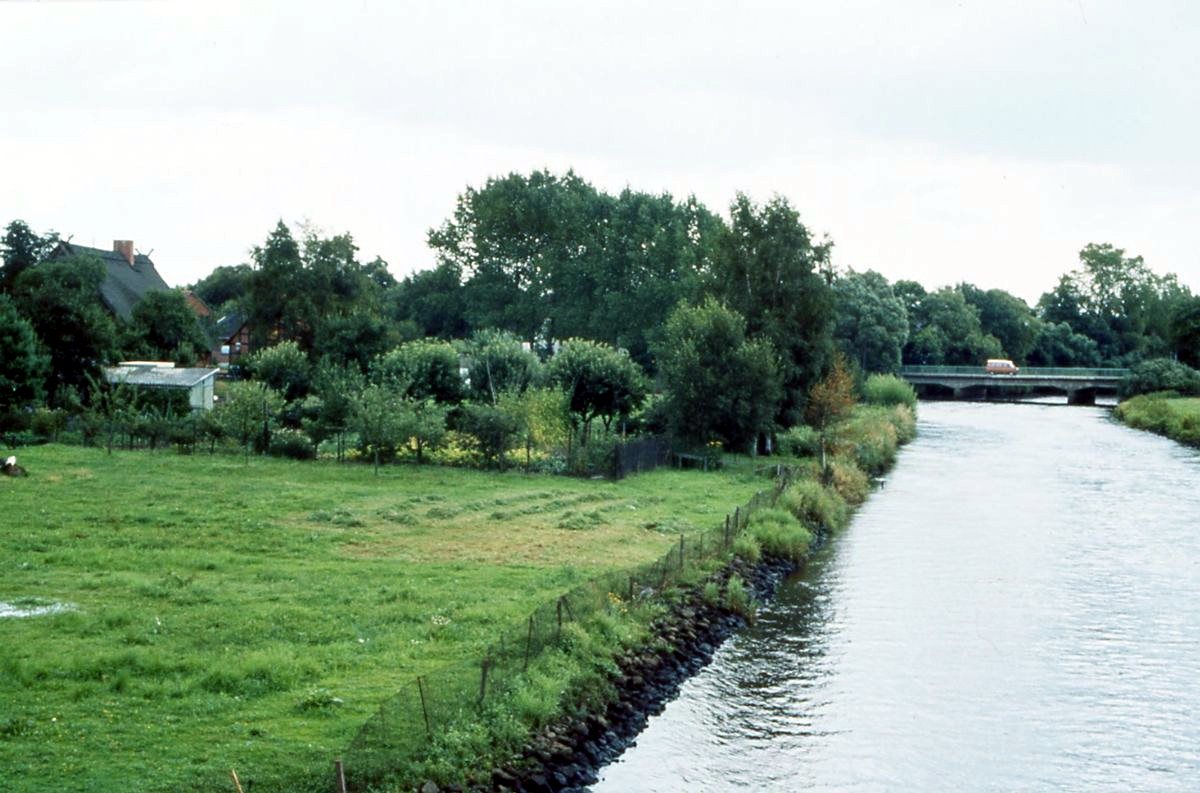
Die Wümme bei Truperdeich vor dem Bau der Umgehungsstraße, Blick von der Brücke des Jan-Reiners-Radwanderweges flussaufwärts zur Brücke der Borgfelder Allee

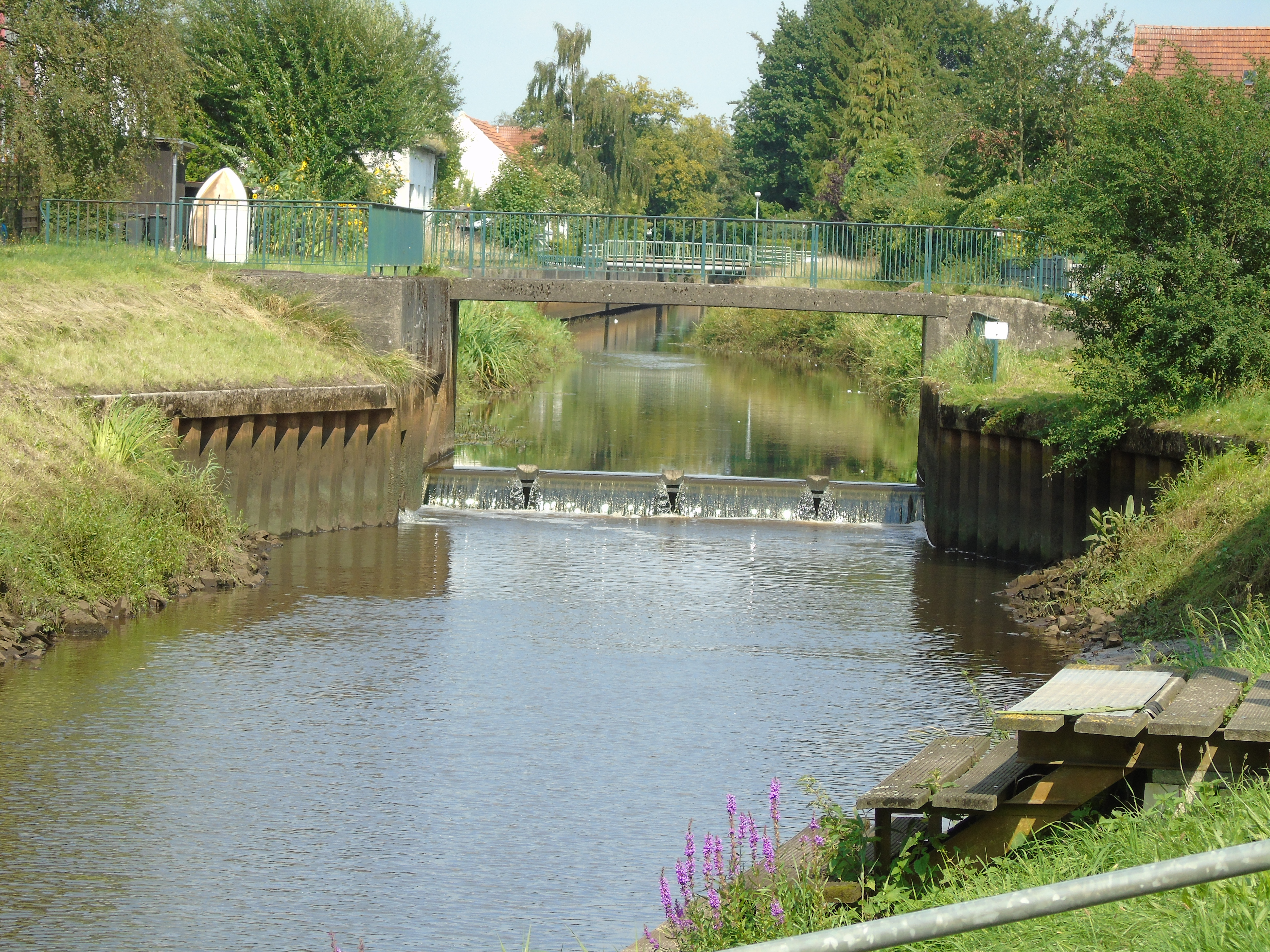
Wörpebrücke

Lilienthal liegt rund elf Kilometer nordöstlich des Zentrums der Stadt Bremen, am Rande des niedersächsischen Teufelsmoores. Durch das Gemeindegebiet fließen die Flüsse Wörpe und die Wümme mit dem Wümme-Radweg.

### Gemeindegliederung
Die Gemeinde Lilienthal besteht aus den folgenden Ortsteilen: (in Klammern die Einwohnerzahlen Stand 10. Januar 2012) 
- Lilienthal (13.005)
- Worphausen (2334)
- Sankt Jürgen (1592)
- Seebergen (838)
- Heidberg (309)

### Nachbargemeinden
Lilienthal grenzt im Norden an Osterholz-Scharmbeck und Worpswede, im Osten an Grasberg, im Südosten Ottersberg, im Süden an Bremen und im Westen an Ritterhude.

### Flächennutzung
Die Gemeinde Lilienthal hat eine Gesamtfläche von 7.203 Hektar, davon werden 5.689,3 Hektar als landwirtschaftliche Flächen genutzt. Weitere 128,4 Hektar sind Wald.

### Geologie
Der Süden und Westen des Gemeindegebietes entlang der Wümme gehört zu den Flussmarschen der Unterweser, der Norden zum Teufelsmoor. Heidberg im Osten gehört zu den Ausläufern der Achim-Verdener Geest. Auch in den Feuchtgebieten gibt es kleine Geestinseln, etwa in Frankenburg und bei der St.-Jürgens-Kirche.
Unter dem Kernort Lilienthal befindet sich ein Salzstock, der mit seinem Salz die Quelle der Pannlake im Hollerland speist.

## Geschichte

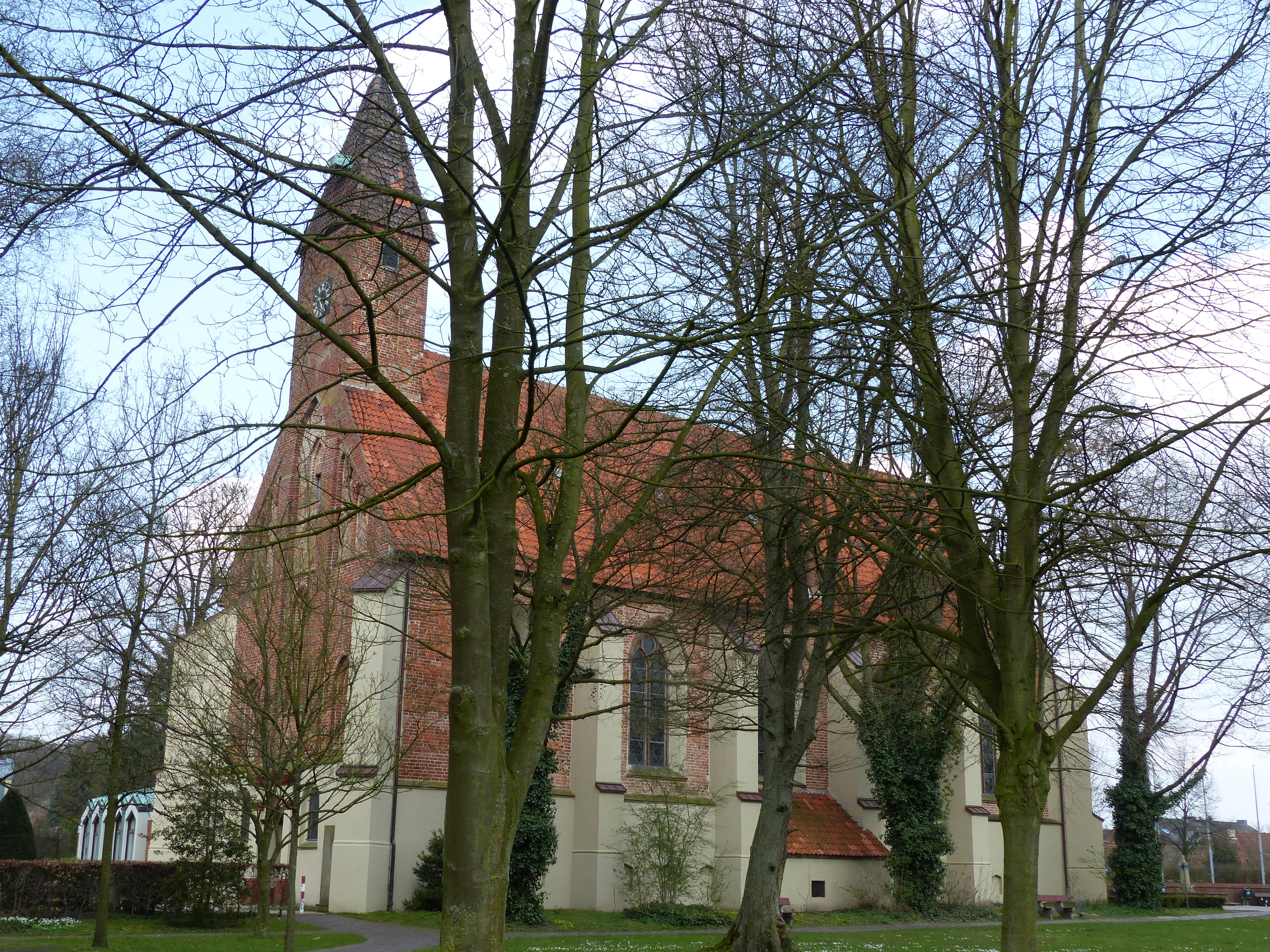
Klosterkirche Lilienthal

Der Bremer Bischof und erste Hamburger Erzbischof Ansgar von Bremen ließ 865 auf dem kleinen Geesthügel der heutigen St.-Jürgens-Kirche eine steinerne Wegkapelle errichten.
Im Jahr 937 wurde das Dorf Trupe erstmals erwähnt, 1183 seine Kapelle.
Die Erschließung des Sankt-Jürgenslandes im Westen des heutigen Gemeindegebietes durch holländische Siedler (Hollerkolonisation) begann 1106.

### Kloster Lilienthal
Der Ort Lilienthal selber geht auf die Gründung des Klosters Lilienthal durch den Bremer Erzbischof Gerhard II. zurück. Unter dem Namen Sancta Maria in Valle Liliorum (‚St. Maria im Tal der Lilien‘) begann 1232 der Bau des Nonnenklosters, das dem Zisterzienserorden angegliedert und 1264 geweiht wurde. Maria mit dem Kind und die Lilien als ihr Symbol erscheinen bis heute im Ortswappen. Um 1400 erlebte das Kloster seine Blütezeit.
Nach der Reformation wurde das Kloster ein evangelisches Damenstift, das sich unter kläglichen Bedingungen noch bis zum Ende des Dreißigjährigen Krieges halten konnte. 1650 erfolgte die Säkularisation; auf dem ehemaligen Grundbesitz des Klosters, der aufgeteilt wurde, entwickelte sich die Ortschaft Lilienthal.

### Schweden
Nach den Bestimmungen des Westfälischen Friedes wurden das Erzstift Bremen und das ehemalige Hochstift Verden zu Herzogtümern säkularisiert und dem Königreich Schweden unterstellt, das damit das Land zwischen Weser und Elbe beherrschte. Königin Christina von Schweden belehnte einen verdienten schwedischen Heerführer, den Landgrafen Friedrich von Hessen-Eschwege, mit der neu geschaffenen Herrschaft Osterholz, in der die Ämter Lilienthal und Osterholz zusammengeschlossen waren. Nach dem frühen Tod des Landgrafen übernahm 1655 seine Frau Eleonore die Regierung mit Sitz in Osterholz und mühte sich tatkräftig um eine Verbesserung der wirtschaftlichen und sanitären Lage der Landbevölkerung. Nach ihrem Tod 1692 fiel das Lehen an die schwedische Krone zurück.

### Hannover
Lilienthal blieb bis 1712 schwedisch – daher die schwedischen Farben des Wappens –, kam dann an Dänemark und 1719 unter die Herrschaft des Kurfürstentums Braunschweig-Lüneburg. Lilienthal wurde Sitz eines hannoverschen Amtes.
1740 wurden die Klosteranlagen abgerissen.
In der zweiten Hälfte des 18. Jahrhunderts wurden unter der Leitung des hannöverschen Moorkommissars Jürgen Christian Findorff auch im Norden des heutigen Gemeindegebiets von Lilienthal mehrere Moorkolonien angelegt, Lüningsee (1763), Lüninghausen (1764), Westerwede (1764), Moorende (1778) und Mooringen (1778), sowie nach Findorffs Tod noch Schrötersdorf (1805) und Neu Mooringen (1808).

### Astronomie in Lilienthal
1782 bezog der Amtmann Johann Hieronymus Schroeter den Amtshof. Neben der Verwaltungstätigkeit nahm die Beschäftigung mit der Astronomie einen Großteil seiner Zeit in Anspruch. Er errichtete in Lilienthal im Garten seines Amtshauses eine Sternwarte. Die Sternwarte Lilienthal wurde in den folgenden Jahren zu dem am besten ausgerüsteten Observatorium der Welt. Hier befand sich unter anderem ein „Riesenteleskop“ mit 50 cm Öffnung und 8,25 m Brennweite. Es war seiner Zeit das größte Observatorium auf dem europäischen Kontinent. Durch das Teleskop erlangte Lilienthal Berühmtheit und wurde von Astronomen, hohen Staatsbeamten und Militärs zahlreicher Staaten besucht. Schroeter stand in brieflichem Kontakt zu vielen bedeutenden Astronomen seiner Zeit. Zusammen mit Heinrich Wilhelm Olbers und anderen Gelehrten gründete er am 21. September 1800 in Lilienthal die Astronomische Gesellschaft, die erste astronomische Vereinigung der Welt. Nach Schroeters Tod von 1816 verfiel die Sternwarte. 1850 wurden die letzten Überbleibsel abgerissen. Ein Großteil der Instrumente war zuvor an die Universität Göttingen gegangen. Das Romanfragment Lilienthal oder die Astronomen von Arno Schmidt spielt auf diese Sternwarte an. Seit November 2015 steht mit dem Telescopium Lilienthal ein funktionstüchtiger Nachbau des 27-Fuß Spiegelteleskops von 1793 am Ortseingang.

### 19. Jahrhundert
Der Befreiungskrieg 1813 traf Lilienthal hart. Nach einem Zwischenfall während des Rückzugs setzte ein französischer Truppenteil den gesamten Ort Lilienthal in Brand. Nur die Kirche, einige wenige Häuser und die Sternwarte blieben von den Flammen verschont.
Mit dem Deutschen Krieg von 1866 wurde das Königreich Hannover von Preußen annektiert. Die preußische Regierung vereinigte 1885 die hannöverschen Ämter Lilienthal und Osterholz zum Landkreis Osterholz.

### 20. und 21. Jahrhundert
Im weiteren Verlauf wuchs die Gemeinde stetig. 1939 hatte sie 3.100 Einwohner, 1974 deren 12.500. Durch die Eingemeindung der Nachbardörfer im gleichen Jahr wuchs die Einwohnerzahl auf nahezu 17.000. Heute ist Lilienthal geprägt durch neue Wohnviertel, deren Bewohner oftmals durch die Nähe zur Großstadt Bremen angezogen werden und ein „Haus im Grünen“ bauen möchten.

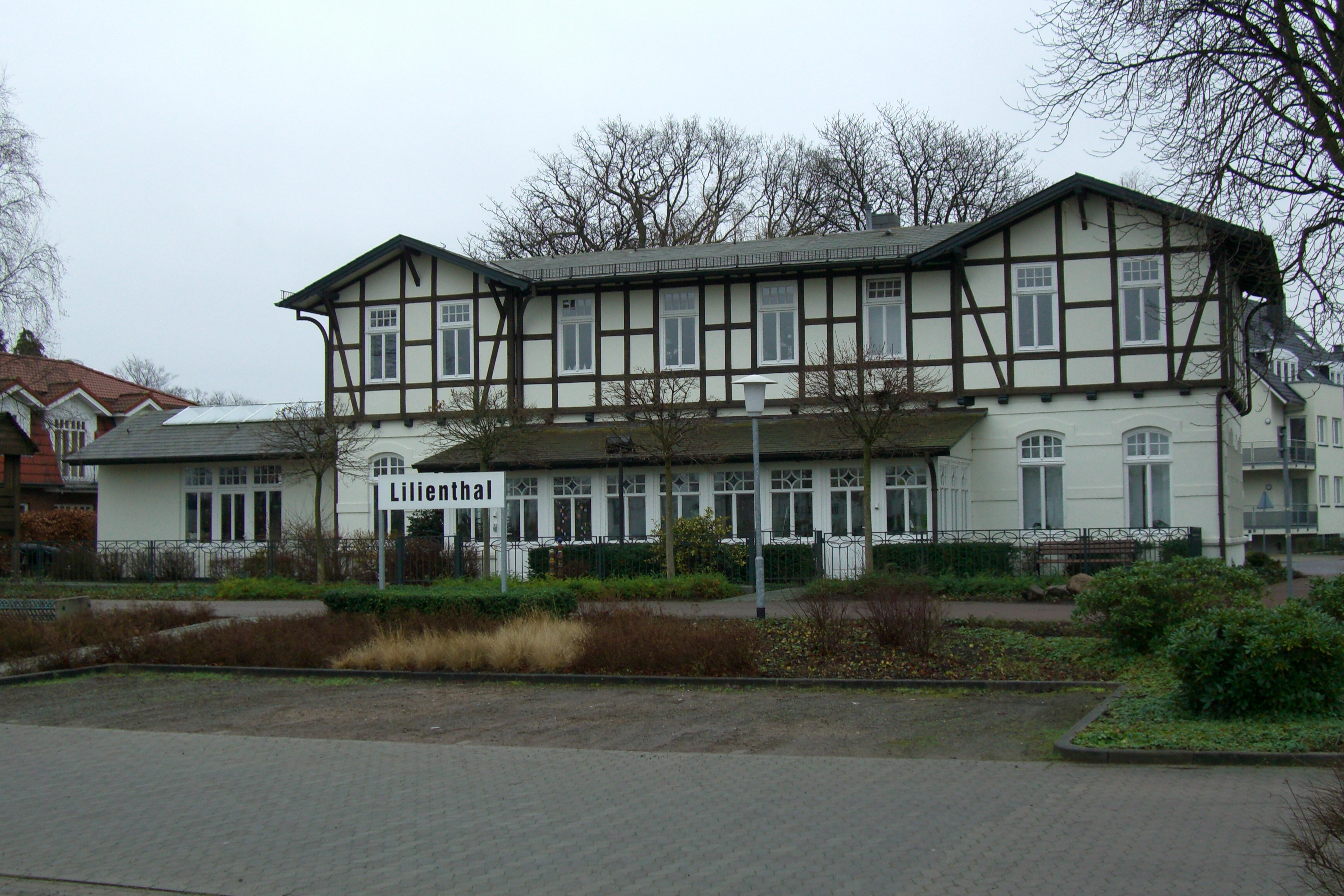
Ehemaliger Kleinbahnhof Lilienthal

Von 1900 bis 1956 war Lilienthal durch die Kleinbahn Jan Reiners an Bremen angebunden.
Mit dem Evangelischen Hospital Lilienthal e. V. entstand 1960 eine große Komplexeinrichtung des Diakonischen Werks der Evangelisch-lutherischen Landeskirche Hannovers mit Behindertenhilfe, Altenpflege und Krankenhaus. Sie erwarb innerhalb von mehr als 30 Jahren durch Schenkungen umfangreiche Ländereien und entwickelte sich zu Lilienthals Arbeitgeber mit der größten Mitarbeiterzahl. 1993 wurde der Betrieb auf drei Tochtergesellschaften in der Rechtsform von drei gemeinnützigen Gesellschaften mit beschränkter Haftung übergeleitet. Dies sind jetzt:
- die Lilienthaler Diakonie gGmbH (vormals: Diakonische Behindertenhilfe gGmbH Wohnstätte Lilienthal)
- das Michaelisstift der Evangelischen Dienste Lilienthal gGmbH
- die privat geführte Artemed Klinikgruppe mit der Klinik Lilienthal (vormals: Martins-Krankenhaus) als Allgemeinkrankenhaus mit den Spezialbereichen Orthopädie, Viszeral- und Wirbelsäulen-Chirurgie

Am 28. Oktober 2013 wurde eine Umgehungsstraße mit einer aufwendigen neuen Wümmebrücke in Betrieb genommen, um die Lilienthaler Hauptstraße vom Durchgangsverkehr zu entlasten. Seit Planungsbeginn 1990 stellte das Evangelische Hospital hierfür einen großen Teil der benötigten Flächen zur Verfügung.
Am 1. August 2014 wurden der Kernort und Falkenberg an das Straßenbahnnetz der BSAG angeschlossen.

### Eingemeindungen

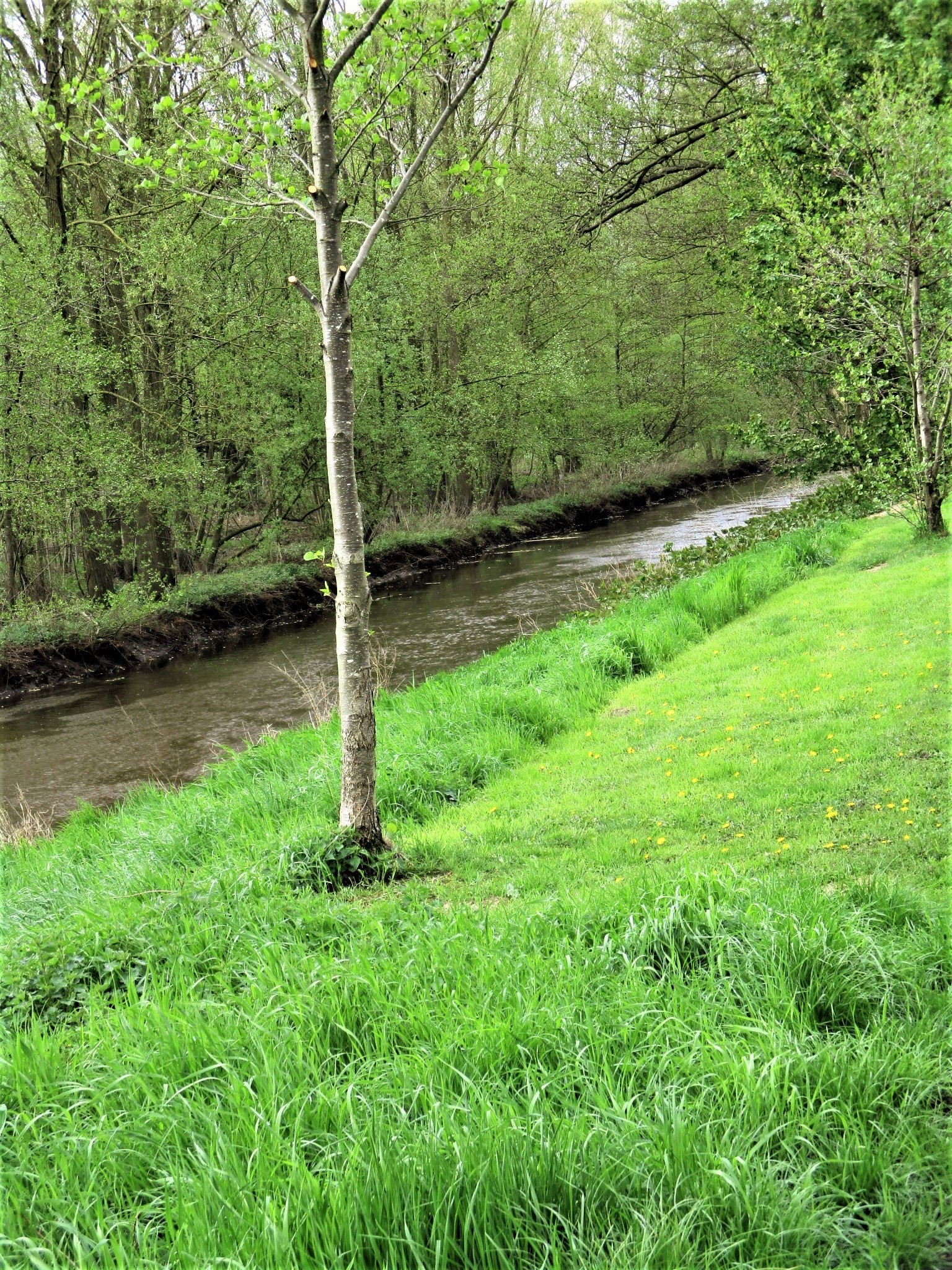
Wörpe am Mühlendeich

Das Gebiet der heutigen Gemeinde Lilienthal ist durch eine Reihe historischer Daten zusammengewachsen:
- Beim Gebietstausch von 1827 zwischen der Freien Hansestadt Bremen und dem Königreich Hannover im Rahmen der Gründung Bremerhavens erhielt Lilienthal den Ortsteil
  - Butendiek.
- Bei der Gebietsreform von 1929 kamen
  - Lüningsee und Lüninghausen zu Westerwede
  - Feldhausen und Truperdeich zu Trupe.
- Bei der Gebietsreform vom 1. April 1937 kamen[5]

|  | zu Lilienthal: - Falkenberg - Moorhausen - Trupe - Trupermoor | zu Sankt Jürgen: - Frankenburg - Niederende-St. Jürgen (mit Höftdeich, Moorhausen, Niederende, Sankt Jürgen und Vierhausen) - Oberende - Wührden (mit Mittelbauer) | zu Worphausen: - Moorende - Mooringen - Westerwede |

- Bei der Gebietsreform vom 1. März 1974 wurden nach Lilienthal eingemeindet:[6]
  - Heidberg
  - Sankt Jürgen
  - Seebergen
  - Worphausen

## Politik
- Linke: 2
- SPD: 3
- Grüne: 6
- Für Lilienthal: 3
- CDU: 10
- FDP: 1
- Q: 1

### Rat
Der Rat der Gemeinde Lilienthal besteht aus 26 Ratsfrauen und Ratsherren. Die festgelegte Anzahl der Ratsmitglieder für eine Gemeinde mit einer Einwohnerzahl zwischen 15.001 und 20.000 Einwohnern beträgt in Niedersachsen 32. Auf Beschluss des Gemeinderates wurde diese Zahl auf 26 reduziert. Die Ratsmitglieder werden durch eine Kommunalwahl für jeweils fünf Jahre gewählt.
Stimmberechtigt im Rat ist außerdem der hauptamtliche Bürgermeister. Die aktuelle Amtszeit des Rates begann am 1. November 2021. Die letzten Ratswahlen ergaben die folgende Ergebnisse:
| Parteien und Wählergemeinschaften | Parteien und Wählergemeinschaften           | % 2001  | Sitze 2001 | % 2006  | Sitze 2006 | % 2011  | Sitze 2011 | % 2016  | Sitze 2016 |
| --------------------------------- | ------------------------------------------- | ------- | ---------- | ------- | ---------- | ------- | ---------- | ------- | ---------- |
| CDU                               | Christlich Demokratische Union Deutschlands | 42,45   | 150        | 35,85   | 9          | 24,66   | 6          | 37,9    | 10         |
| SPD                               | Sozialdemokratische Partei Deutschlands     | 26,06   | 9          | 27,86   | 7          | 21,86   | 6          | 26,6    | 7          |
| GRÜNE                             | Bündnis 90/Die Grünen                       | 06,88   | 2          | 17,53   | 4          | 34,38   | 9          | 16,3    | 4          |
| Q                                 | Querdenker Lilienthal                       | —       | —          | —       | —          | 16,11   | 4          | 08,2    | 2          |
| LINKE                             | Die Linke                                   | —       | —          | —       | —          | 02,38   | 1          | 05,3    | 1          |
| FDP                               | Freie Demokratische Partei                  | 10,48   | 3          | 14,75   | 3          | —       | —          | 04,3    | 1          |
| NPD                               | Nationaldemokratische Partei Deutschlands   | —       | —          | —       | —          | —       | —          | 01,5    | 0          |
| JEZ                               | Jugend entwickelt Zukunft                   | 14,13   | 4          | —       | —          | —       | —          | —       |            |
| EW Hansen                         | Einzelwahlvorschlag John Hansen             | —       | —          | —       | —          | 00,61   | 0          | —       | —          |
| EW Rossol                         | Einzelwahlvorschlag Harald Rossol           | —       | —          | 04,00   | 1          | —       | —          | —       | —          |
| Gesamt                            | Gesamt                                      | 100     | 33         | 100,0   | 25         | 100,0   | 26         | 100     | 25         |
| Wahlbeteiligung                   | Wahlbeteiligung                             | 58,84 % | 58,84 %    | 51,02 % | 51,02 %    | 55,55 % | 55,55 %    | 59,76 % | 59,76 %    |

### Bürgermeister
Erster hauptamtlicher Bürgermeister war seit 2004 Willy Hollatz.  2011 wurde er ohne Gegenkandidaten mit 73,4 Prozent der Stimmen wiedergewählt. Er trat 2016 zurück. Im September 2016 stellten sich sechs Kandidaten zur Wahl. Im zweiten Wahlgang setzte sich Kristian Willem Tangermann (CDU) mit 65,15 % der Stimmen durch; die Wahlbeteiligung lag bei 43 %. Er wurde im September 2021 für eine zweite Amtszeit wiedergewählt. Tangermann starb im März 2022. Im Oktober 2022 wurde Kim Fürwentsches (Bündnis 90/Die Grünen) zu seinem Nachfolger gewählt.

### Wappen und Flagge
| Wappen der Gemeinde Lilienthal, Kreis Osterholz | Blasonierung: „In Blau zwischen zwei schwarzen Säulensockeln, diese je belegt mit goldenen (gelben) Rauten zwischen zwei goldenen (gelben) Zickzackleisten, die sich wiederum zwischen silbernen (weißen) Dreiecken befinden; auf den Säulen je fünf silberne (weiße) Lilien an fünfarmigen goldenen (gelben) Ständern, die sitzende Muttergottes in silbernem (weißem) Unterkleid und goldenem (gelbem) Mantel, diese verziert mit blauer Bordüre, blauem Gürtel mit goldener (gelber) Schnalle, auf dem Haupt mit goldenem (gelbem) Haar eine goldene (gelbe) Lilienkrone. Mit der linken Hand umfasst sie das stehende silberne (weiße), von einem goldenen (gelben) Heiligenschein umgebene Jesuskind.“ |

Flagge der Gemeinde Lilienthal

| Wappen der Gemeinde Lilienthal, Kreis Osterholz | Wappenbegründung: Das von Gustav Völker entworfene Wappen wurde am 25. Februar 1956 vom niedersächsischen Innenminister genehmigt. Es entstammt dem Siegel des im 13. Jahrhundert gegründeten Zisterzienserinnenklosters „vallis liliorum“ (Tal der Lilien) und wurde später nach der Säkularisation vom Amt Lilienthal als Wappen weitergeführt. Im Jahre 1885 wurde durch die preußische Verwaltungsreform das Amt Lilienthal aufgelöst und dem Kreis Osterholz angegliedert. Das alte Wappen des Klosters und des Amtes Lilienthal wurde jedoch beibehalten und trat 1925 und 1932 bei den Druckschriften über Lilienthal auf dem Einband als Wahrzeichen wieder hervor. Die Lilien stehen zudem redend für den Ortsnamen. Das Wappen ist auch als Steinrelief in der St.-Marien-Kirche zu sehen. Flagge: „Die Flagge ist blau-gelb geteilt mit dem aufgelegten Wappen in der Mitte.“ |

### Partnerschaften
- Stadskanaal (Niederlande, Provinz Groningen), seit 1971[12]
- Émerainville (Frankreich, Großraum von Paris), 1993–2010
- Bielsko-Biała (Polen, Woiwodschaft Schlesien), 1996–2011[13]
- Lilienthal ist im Kommunalverbund Niedersachsen/Bremen vertreten.

## Kultur und Sehenswürdigkeiten
- Die Freilichtbühne Lilienthal befindet sich in Frankenburg.
- Heimatmuseum Lilienthal (u. a. mit Bibliothek, Wümme-Zeitungs-Archiv und Johann Hieronymus-Schroeter-Archiv)[14]
- Lilienhof-Anlage[15]
- Handwerkermuseum Lilienthal auf dem Lilienhof[16]
- Niedersächsisches Kutschenmuseum im Ortsteil Trupe[17]
- Schulmuseum Lilienthal in der alten Falkenberger Schule in Lilienthal[18][19]

### Bauwerke

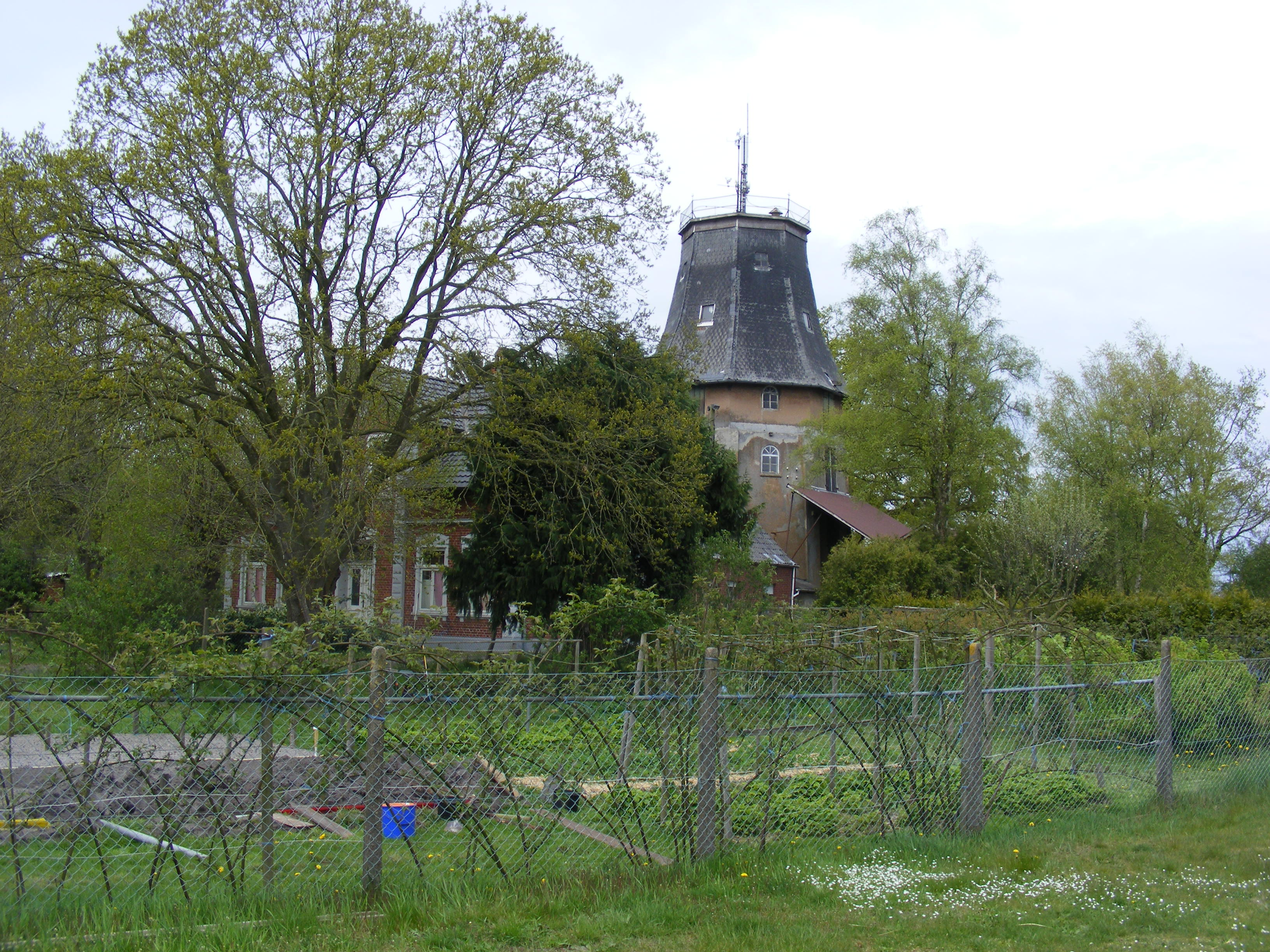
Stumpf der Frankenburger Windmühle

- St.-Jürgens-Kirche im Ortsteil Sankt Jürgen, 1190
- Klosterkirche St. Marien in Lilienthal,[20] gegründet 1530, heutiges Gebäude 1550–1565
- Kapelle im Ortsteil Trupe, 1283[21]
- ehemaliger Kleinbahnhof Lilienthal
- Frankenburger Mühle (Denkmalschutz wieder aufgehoben)[22]
- Telescopium (Nachbau der alten Sternwarte am Ortseingang)
- Hofanlage Im Dorfe 1 von 1788 in Fachwerk, mit zwei Scheunen
- Hofanlage Klosterstraße 18 in Fachwerk von 1813
- Hofanlage Feldhausen 29 von 1845 in Fachwerk
- Wohn- und Wirtschaftsgebäude Klosterstraße 11 von 1813 in Fachwerk; heute Kindergarten
- Wohn- und Wirtschaftsgebäude Im Orth 5 (!855) und Wohn- und Wirtschaftsgebäude Im Orth 7 (1838), beide in Fachwerk
- Wohn- und Wirtschaftsgebäude Falkenberger Landstraße 89 von 1846 in Fachwerk
- Apotheke Apothekenstraße 1 von 1896

## Wirtschaft und Infrastruktur

### Wirtschaft
Zu regional wie überregional bekannten Unternehmen aus Lilienthal gehören:
- Fugro Consult GmbH (Dienstleistungen zur geophysikalischen und geotechnischen Baugrund- und Rohstofferkundung)
- German Bags GmbH (Vertrieb von Taschen)
- Kastens & Knauer GmbH & Co international KG (Metall Großhandelsunternehmen)
- Nabertherm GmbH (Hersteller von Industrieöfen)
- Out of the blue KG (Großimporteur von Geschenk- und Elektroartikeln)
- Poliboy Brandt & Walther GmbH (Hersteller von Pflege- und Reinigungsmitteln)
- Leuchtfeuer Strickwaren Adolf Grohmann KG (Hersteller von Strickwaren und maritimer Bekleidung)
- Müller-Licht International GmbH
- Gebrüder Weingärtner GmbH (Gartencenter, Garten- und Landschaftsbau)
- Sparkasse Rotenburg Osterholz – Geschäftsstelle Lilienthal u. a. im Wohn- und Geschäftshaus Klosterstraße 19 von 1903

### Windpark Oberende
Der Windpark Oberende wurde von der spanischen Firma Gamesa errichtet und 2009 in Betrieb genommen. Die fünf Windkraftanlagen sind vom Typ Gamesa G 58 und haben eine Gesamthöhe von 100 Meter. Die Leistung je Anlage beträgt 850 kW. Alle Anlagen wurden 2010 an IKEA veräußert.
2010 gründeten Bürger die Interessengemeinschaft 5 sind genug!,  gegen den Ausbau des Windparks und kritisieren die bereits vorhandenen Windkraftanlagen. Sie beanstanden die Geräuschentwicklung, das Blinklicht auf den Anlagen, den Schattenwurf und den landschaftlichen Schaden.

### Verkehr

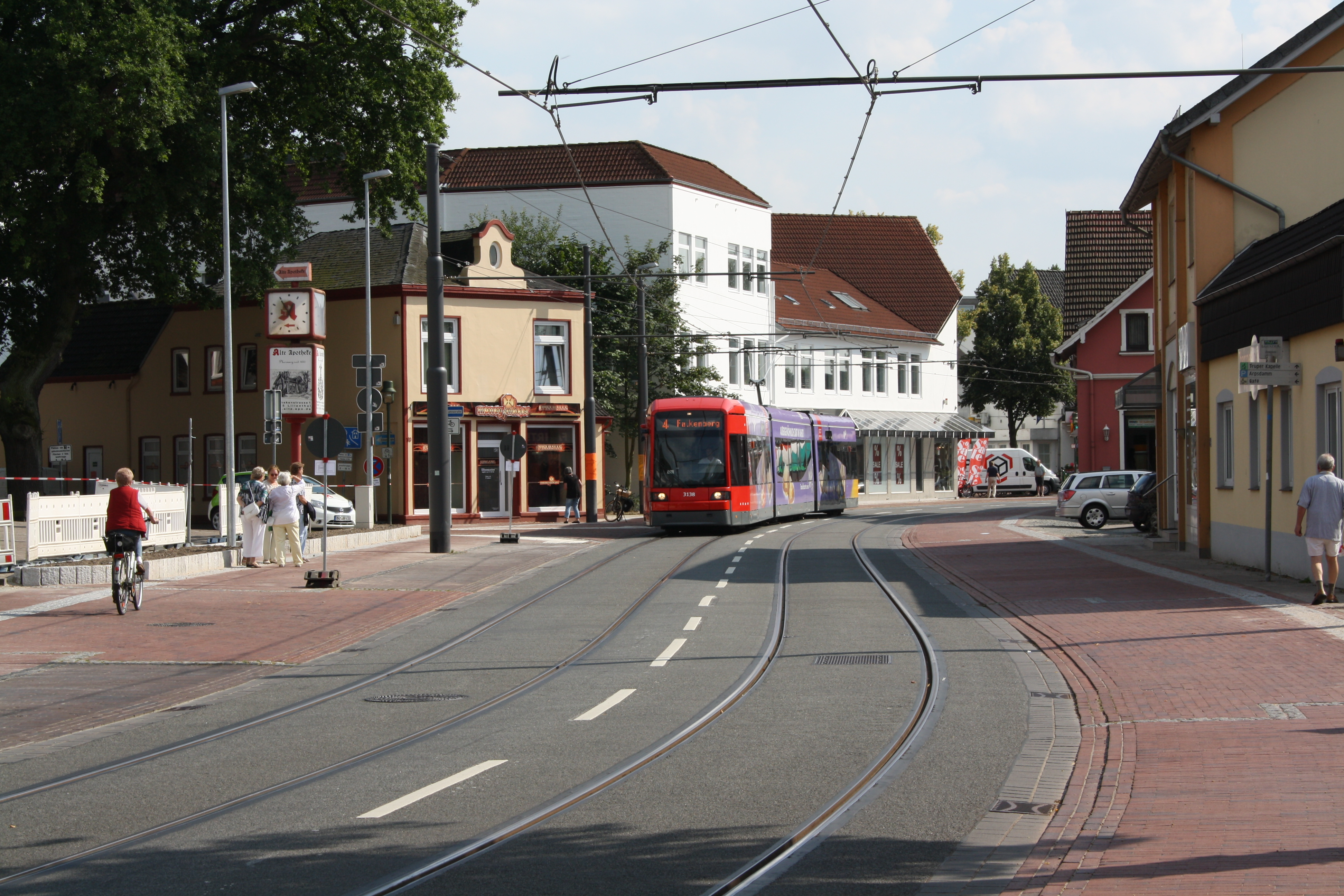
Straßenbahn in Lilienthal (2014)

Im öffentlichen Personennahverkehr ist Lilienthal seit dem August 2014 an das Bremer Straßenbahnnetz angeschlossen. Die Verlängerung der Straßenbahnlinie 4 von Bremen-Borgfeld nach Lilienthal-Falkenberg wurde von Ende Februar 2011 bis Juni 2014 gebaut. Die Regionalbusse der Linien 630 und 670 des VBN, die vom Bremer Hauptbahnhof durch die Gemeinde Lilienthal nach Worpswede und Zeven fahren, bekamen mit der Eröffnung der Linie 4 nach Falkenberg einen neuen Streckenverlauf. Mit Aufnahme des Regelbetriebes der Linie 4 wurde die Buslinie 30 der BSAG nach Bremen-Borgfeld eingestellt.
Innerorts und als Zubringer zu den Linienbussen kann ein Anrufsammeltaxi bestellt werden.
Seit Mai 2010 ist eine innerörtliche Entlastungsstraße fertiggestellt und für den öffentlichen Verkehr freigegeben.

### Öffentliche Einrichtungen

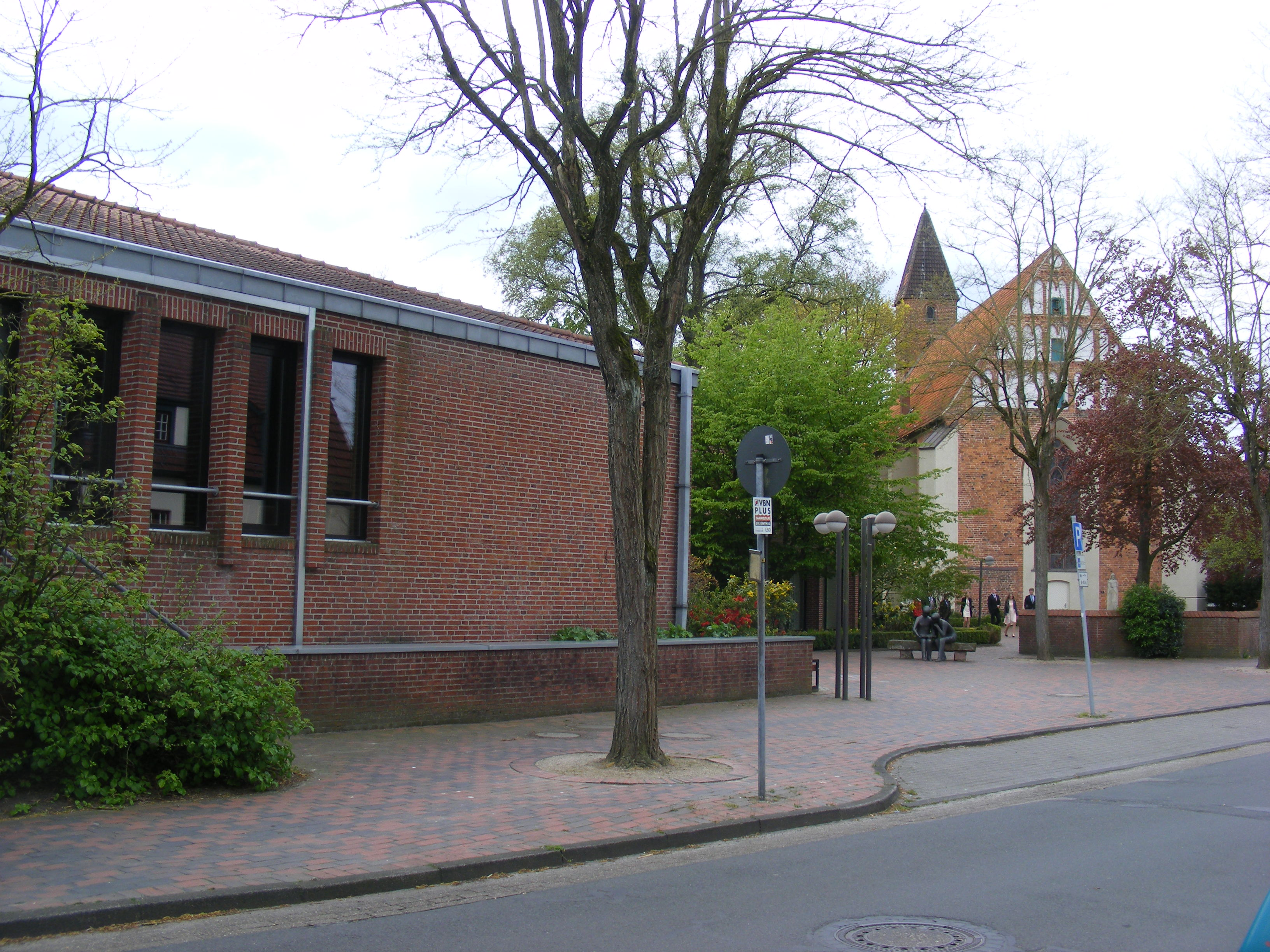
Rathaus (links) und Klosterkirche Lilienthal

#### Allgemein und Kultur
- Rathaus Lilienthal, Klosterstraße 16
- Murkens Hof – Kulturzentrum Lilienthal, Klosterstraße 25
  - Bibliothek Lilienthal in einem alten, niedersächsischen Ständerhaus
  - Volkshochschule (VHS)
  - Artothek, Galerie, Kommunales Kino, Bürgerfunk
- Wohnhaus Klosterstraße 23 als Conrad-Naber-Haus von der Bürgerstiftung Lilienthal genutzt

#### Soziales
- 16 Kindergärten und Kindertageseinrichtungen[26]
- Akutkrankenhaus Lilienthal; es handelt sich dabei um die Residenz-Kliniken, die 2009 einen Trägerwechsel erlebten.[27]

### Bildung
- Grundschule Schroeterschule, Konventshof 3
- Grundschule Falkenberg, Peter-Sonnenschein-Straße 1
- Grundschule Trupermoor, Trupermoorer Landstraße 15
- Grundschule Worphausen, Lüninghauser Straße 6
- IGS Lilienthal, Auf dem Kamp 1e
- Gymnasium Lilienthal, Zum Schoofmoor 13

sowie
- Berufsfachschule für Altenpflege und für Ergo-Therapie, Fachschule Heilerziehungspflege, An der Martinskirche 10

### Kirchen, Religion

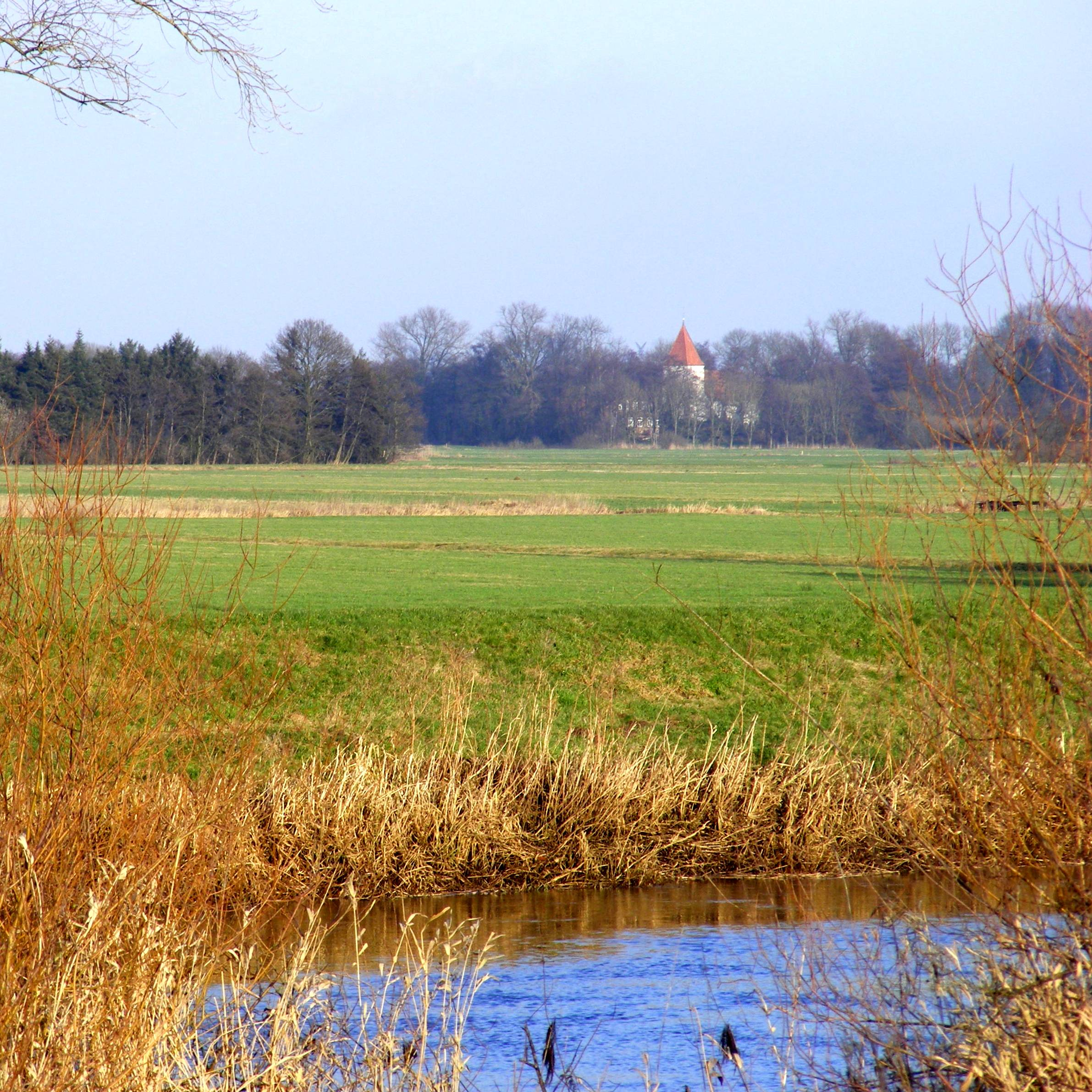
Sankt Jürgensland: Blick vom Bremer Wümmedeich zur St.-Jürgens-Kirche

Die Konfessionen teilen sich auf in 56 % evangelisch, 7 % katholisch und 37 % Religionslose, Muslime und Sonstige.
782 wurde das Gebiet der unteren Weserregion vom hl. Willehad, dem späteren Bischof von Bremen, missioniert und in den nächsten Jahrhunderten entstanden Kapellen und Kirchen in der Region. 1232 wurde in Lilienthal ein Kloster gestiftet und mit Nonnen des Zisterzienserordens besetzt. Bis zur Reformation, die im Kloster Lilienthal 1604 vollzogen wurde, wurde die seelsorgerische Betreuung von Osterholz und von Scharmbeck sowie vom St. Jürgensland und in Trupe (beide Kapellen bestehen noch) geleistet.

#### Evangelische Kirchen
Evangelische Kirchengemeinde „St. Marien“ mit Filialkirchen in den Ortsteilen Trupe und St. Jürgen
- Truper Kapelle in Lilienthals ältestem Ortsteil Trupe.; Trupe wurde schon 937 erstmals erwähnt, über einem Vorgängerbau aus der Zeit Karls des Großen (um 800), erstmals 1283 erfasst, Ursprung wahrscheinlich schon Ende des 12. Jahrhunderts; bemerkenswerte Grabsteine aus dem 18. und 19. Jahrhundert, 1813 wurde die Kapelle von den Franzosen niedergebrannt und sechs Jahre später wieder aufgebaut.
- Friedhofskapelle Lilienthal von 1912/13 nach Plänen von Emil Högg (Dresden)
- Romanische St.-Jürgens-Kirche, seit 2015 ebenfalls mit der Kirchengemeinde St. Marien fusioniert.

Martinskirche des Evangelischen Hospitals Lilienthal mit eigener Hospital-Seelsorge; gehört zum  Diakonischen Werks der Evangelisch-lutherischen Landeskirche Hannovers

#### Katholische Kirche

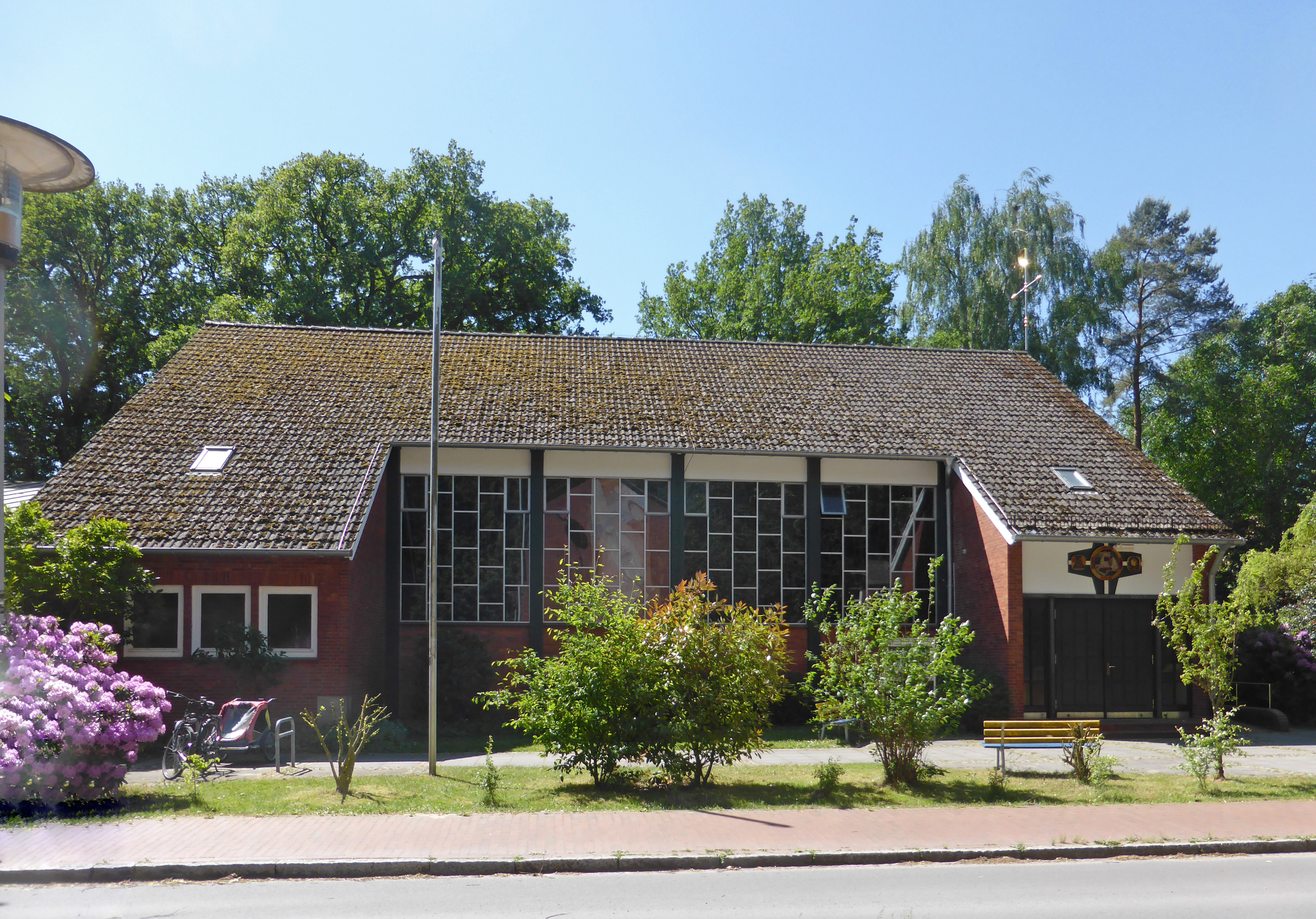
Katholische Kirche „Guter Hirt“

Römisch-katholische Kirchengemeinde „Guter Hirt“
1823 wurde eine katholische Kirche in Bremen eingeweiht (St. Johann).  Ab 1862 wurden bis 1945 periodisch Gottesdienste in einer Privatwohnung in Lilienthal abgehalten, „missioniert“ wurde von der Pfarrvikarie Hemelingen. 1946 nahm die jetzige Gemeinde Guter Hirt in den heutigen Grenzen ihre Arbeit auf, nachdem die Pfarrvikarie Worpswede gebildet wurde. Am 26. November 1961 wurde die nach dem Guten Hirt benannte Kirche in Lilienthal vom Bischof von Hildesheim benediziert. Seitdem ist Lilienthal das Zentrum der Gemeinde, die seit 2012 zur Pfarrei Heilige Familie in Osterholz-Scharmbeck gehört.

#### Evangelische Freikirchen
Philippusgemeinde (Baptisten)
1994 wurde durch die Bremer Muttergemeinde ein  Wohnhaus am Konventshof erworben und zum Gemeindezentrum für die Philippusgemeinde umgebaut. Sie ist heute eine selbständige Baptistengemeinde im Bund Evangelisch-Freikirchlicher Gemeinden. Sie gehört zum Landesverband Baptisten im Nordwesten.
Christus Centrum Oasis Lilienthal
Seit 2023 ist die Oasis Kirche Mitglied im Bund Freikirchlicher Pfingstgemeinden (KdöR) und als Regionalgemeinde Gastmitglied in der Arbeitsgemeinschaft Christlicher Kirchen in Deutschland (ACK) in Niedersachsen. Die Gemeindearbeit erfolgte seit 1951 in einer Baracke Am Schulhof 19a und seit 1998 in dem Gebäude Goebelstrasse 55–57.

#### Islam
Eine muslimische Minderheit in Lilienthal besteht überwiegend aus Familien mit tschetschenischen, kurdischen, türkischen, iranischen, kasachischen, arabischen, nordafrikanischen, pakistanischen, bosnischen oder albanischen Wurzeln.

## Persönlichkeiten

### Söhne und Töchter der Gemeinde
- Bodo von Hodenberg (1826–1907), Politiker
- Olga Cordes (1868–1930), Malerin und Schriftstellerin
- Moritz Jahn (1884–1979), Schriftsteller
- Hermann Barnstorff (1891–1979), Germanist, Philologe und Hochschullehrer
- Heinz Lemmermann (1930–2007), Komponist, Schriftsteller, Musikpädagoge und Politiker
- Jürgen Ludwigs (* 1936), plattdeutscher Autor und Pädagoge
- Jochen Grywatsch (* 1957), Germanist, Herausgeber und Leiter der Droste-Forschungsstelle
- Josephine Meckseper (* 1964), in New York City arbeitende Künstlerin
- Kathrin Fricke (* 1984), Webvideoproduzentin

### Persönlichkeiten, die mit dieser Gemeinde verbunden sind
- Johann Hieronymus Schroeter (1745–1816), Jurist und Astronom
- Karl Ludwig Harding (1765–1834), Astronom, Hauslehrer in Lilienthal
- Friedrich Wilhelm Bessel (1784–1846), Astronom
- Carl Jörres (1870–1947), Maler
- Franz van der Glas (1878–1964), Maler und Schriftsteller
- Agnes Sander-Plump (1888–1980), Malerin
- Paul Ernst Wilke (1894–1971), Maler
- Ilse Heß (1900–1995), Ehefrau von Rudolf Heß
- Heinrich Schmidt-Barrien (1902–1996), Schriftsteller
- Jürgen von Alten (1903–1994), Schauspieler
- Hilde Seipp (1909–1999), Schauspielerin
- Erich Emigholz (1922–1998), Theater-, Film- und Fernsehkritiker
- Conrad Naber (1922–2018), Unternehmer
- Rudi Assauer (1944–2019), Fußballprofi und Manager
- Volker Kühn (1948–2023), Bildender Künstler
- Erik Hoffmann (* 1952), Maler
- Markus Beyer (1971–2018), Boxer
- Daniela Haak (* 1973), Sängerin
- Ross Antony (* 1974), Musiker (Bro’Sis), Fernsehmoderator, Musicaldarsteller
- Torsten Frings (* 1976), Fußballnationalspieler
- Feodor Szerbakow (1911–2009), Maler